# Euphoresia bisignata
Euphoresia bisignata är en skalbaggsart som beskrevs av Moser 1913. Euphoresia bisignata ingår i släktet Euphoresia och familjen Melolonthidae. Inga underarter finns listade i Catalogue of Life.